# Instrukcja techniczna D-II
Instrukcja techniczna D-II – zbiór wytycznych dotyczących znaków umownych i zasad opisywania map inżynieryjno-gospodarczych w geodezji będący częścią przepisów Sporządzanie i aktualizacja map wielkoskalowych (dział "D" Powszechnych Przepisów o Pomiarach Kraju) obowiązujący w Polsce przy aktualizacji mapy zasadniczej wyłącznie na tych terenach, dla których mapa zasadnicza (stanowiąca pokrycie terenu) zakładana była po wprowadzeniu niniejszej instrukcji a przed wprowadzeniem instrukcji technicznej K-1 (1979), i która nadal jest prowadzona w formie nienumerycznej. Ostatnim obowiązującym wydaniem jest wydanie II z 1973. 

## Zakres
Instrukcja wprowadzona została przez Prezesa Głównego Urzędu Geodezji i Kartografii zarządzeniem nr 48 z 8 grudnia 1962 w sprawie stosowania instrukcji D-II "Znaki umowne i zasady opisywania map inżynieryjno-gospodarczych". Przepisy tej instrukcji obowiązywały przy sporządzaniu, odnawianiu pierworysów map, matryc oraz przy aktualizacji mapy zasadniczej w skalach 1:200, 1:500, 1:1 000, 1:2 000, 1:5 000. Znaki umowne tej instrukcji określają rodzaje przedmiotów i pojęć przedstawianych na mapie przy pomocy rysunku. Wzory znaków i skróty obowiązują również przy wykonywaniu szkiców: polowych, podstawowych, zarysów pomiarowych, przebiegu granic.
Przepisów tej instrukcji nie stosowano do map, które powstały przed 1962 na mocy instrukcji B-V "Sporządzanie pierworysów map i dokumentów geodezyjnych" wprowadzonej w 1951. Jednocześnie z wprowadzeniem D-II stracił moc obowiązującą załącznik do instrukcji B-IV ("Pomiary szczegółowe") – "Wykaz znaków umownych dla szkiców polowych".

## Godło mapy
Przykładowe oznaczenie arkusza mapy 1:10 000 i skalach większych zgodnie z D-II w podziale sekcyjnym południokowo-równoleżnikowym:
- 1:10 000 – N-33-90-C-a-56
- 1:2 000 – N-33-90-C-a-56(20)
- 1:1 000 – N-33-90-C-a-56(20-d)
- 1:500 – N-33-90-C-a-56(20-d-4)

Dla map w skalach 1:1 000 oraz 1:500 powszechnie stosuje się w godle mapy zapis skrócony (odpowiednio do podanego przykładu) w postaci: 
- 56(20-d)
- 56(20-d-4)